# Barro Alto (Bahia)
Barro Alto is een gemeente in de Braziliaanse deelstaat Bahia. De gemeente telt 14.172 inwoners (schatting 2009).

## Aangrenzende gemeenten
De gemeente grenst aan Barra do Mendes, Canarana, Ibipeba, Ibititá, Mulungu do Morro en Souto Soares.